# MozARTe International Piano Competition
Der MozARTe International Piano Competition, bis 2015 als Prix AmadéO de Piano bezeichnet, ist ein erstmals 2005 ausgetragener internationaler Klavierwettbewerb für junge Pianisten. Seit 2006 ist der Preis Bestandteil der Alink-Argerich Foundation und wurde organisiert von der Stichting Euriade. Die Veranstaltung fand zunächst im Schloss Vaalsbroek in Vaals in den Niederlanden statt und wird seit 2007 bis zum Halbfinale ausschließlich in den Räumen der Abteilung Aachen der Hochschule für Musik und Tanz Köln und die Finalrunde im Ballsaal des Alten Kurhauses ausgetragen.

## Entwicklung
Im Jahr 2013 gründete sich der AmadéO e. V. mit Sitz in Aachen, welcher sich von der bisherigen Organisation der Euriade unabhängig machte und die Veranstaltungsreihe fortan eigenständig durchführt. Von 2013 bis 2015 wurde der Prix amadéO de piano unterschieden in Prix amadéO professional nach den bisherigen Bedingungen und in Prix amadéO amateur für begabte Hobbypianisten ohne Altersbeschränkung in Zusammenarbeit mit dem Landesmusikrat Nordrhein-Westfalen. Der Prix amadéO amateur wurde in einer Wertungsrunde ausgetragen, wobei ein freies Programm von maximal 25 Minuten gefordert war. Der Prix amadéO amateur war dotiert mit 800,- Euro für den Sieger, 500,- Euro für den 2. und 300,- Euro für den 3. Sieger. 
Im Jahr 2015 wurde der AmadéO e. V. in MozARTe e.V. umbenannt und Andreas Frölich und Ilja Scheps, Professoren für das Fach Klavier an der Aachener Abteilung der Hochschule für Musik und Tanz Köln, übernahmen die Leitung. Zugleich wurde der Klavier-Wettbewerb als MozARTe International Piano Competition ausschließlich für Klavierstudierende ausgeschrieben und wird unter anderem von der Klavierbaufirma Kawai, dem Landschaftsverband Rheinland, dem Lions Club Aachen sowie dem WDR Köln und zahlreichen weiteren Sponsoren unterstützt. 
Darüber hinaus wurden ebenfalls seit 2015 die Klavierwettbewerbe mit einem interkulturellen Festival MozARTè sowie mit einer Kombination aus der bildenden Kunst in Form von Ausstellungen oder Installationen von Aachener und europäischen Künstlern mit klassischen Konzerten junger Musiker und international bekannten Solisten verbunden.
Schließlich wurde im Jahr 2020 nach fünfjähriger Pause erneut ein Juniorenwettbewerb in zwei Altersklassen (10–13-jährige/14–18-jährige) angeboten, bei denen die jeweils ersten drei Plätze mit 400/600 €, 250/400 € und 150/200 € dotiert wurden.

## Jury
Die international besetzte Jury unter dem Vorsitz von Andreas Frölich und Ilja Scheps wird jedes Jahr mit anderen Größen der internationalen Klavierwelt besetzt. Ihr gehörten bisher unter anderem, Alfredo Oyaguez (Spanien), Piotr Paleczny (Polen), Klaus Kaufmann (Deutschland / Österreich), Pavel Gililov (Deutschland / Russland), Chen Jiang (China), Andrea Bonatta (Italien), Marián Lapšanský (Slowakei), Tamás Ungar (USA) oder Zhao Yi Dan (China) an. Im Jahr 2022 wurde mit der Aufnahme der Juniorkategorie für 6- bis 9-jährige das Angebot erneut vergrößert.

## Bedingungen
Die Altersgrenze für den Klavierwettbewerb beträgt 28 Jahre. Alle Stücke müssen vollständig vorbereitet und auswendig vorgetragen werden. Die Wiederholung eines Werkes ist nicht erlaubt.
Anfangs bestand die 1. Runde aus einer 15-20-minütigen CD-Aufnahme mit einem freien Programm. In der 2. Runde wurde innerhalb eines 15-minütigen Auftritts unter anderem eine Etüde von Chopin, Liszt, Rachmaninoff, Debussy oder Saint-Saëns erwartet. Das 50-minütige Halbfinale musste eine Beethoven-Sonate beinhalten und in der Finalrunde musste ein vorgegebenes Klavierkonzert von Mozart mit einem Kammerorchester aufgeführt werden. Im Jahr 2016 fiel aus Kostengründen der Konzertpart im Finale aus und stattdessen mussten die Finalisten ein selbstgewähltes Programm vortragen. In den Folgejahren wurde das Programm gestrafft und seitdem wird in der 1. Runde ein 10- bis 12-minütiges und im Halbfinale ein 30- bis 35-minütiges freies Programm gefordert. Die anschließende Finalrunde besteht aus einem Klavierkonzert von Mozart oder wahlweise eines anderen vorgegebenen Komponisten. Als Konzertbegleitung dient unter anderem die MozARTe Festival Strings unter der Leitung von Ervis Gega.

## Preise
- 1. Preis: € 4000
- 2. Preis: € 1500
- 3. Preis: € 1000
- Darüber hinaus können ein Publikumspreis oder/und verschiedene Konzertarrangements in Deutschland oder dem europäischen Ausland ausgelobt werden. Aufgrund der Covid-19-Pandemie wurde 2020 kein Publikumspreis vergeben, da alle Veranstaltungen ohne Publikum stattfanden und nur über Streaming-Dienste mitverfolgt werden konnten.

## Preisträger
| Jahr | Ort    | 1. Preis                                                      | 2. Preis                                                                               | 3. Preis                                               | Sonderpreise |
| ---- | ------ | ------------------------------------------------------------- | -------------------------------------------------------------------------------------- | ------------------------------------------------------ | --- |
| 2024 | Aachen | – nicht vergeben –                                            | Yeondong Park (Südkorea) Juan Elvira Márquez (Spanien) Ryan Martin Bradshaw (Slowakei) | Giulia Loperfido (Italien) Maiqi Wu (China)            | Publikumspreis: Yeondong Park (Südkorea) |
| 2023 | Aachen | – nicht vergeben –                                            | Daniil Svidler (Israel) Myeeon Ly (Korea)                                              | Yan Chai (Niederlande)                                 | Publikumspreis: Yan Chai (Niederlande) Mozartpreis: Akari Bastiaens (Belgien) Spezialpreis für ein Konzert beim International César Franck Festival in Brüssel: Niki Kageyama (Deutschland) |
| 2022 | Aachen | Dmitri Sin (Russland)                                         | Ivan Koshcheev (Russland) Samuel Choi (Australien)                                     | Ruishi Rosé Zeng (China) Kwanwook Lee (Südkorea)       | Publikumspreis: Dmitri Sin (Russland) Ivan Koshcheev (Russland) Mozartpreis: Dmitri Sin (Russland)                                                                                          |
| 2021 | Aachen | – nicht vergeben –                                            | Nohyoung Kim (Korea) Yagi Daisuke (Japan)                                              | Edvin Szwaikovski (Polen/Litauen)                      | |
| 2020 | Aachen | Togrul Hüseynli (Aserbaidschan)                               | Galina Gusachenko (Russland)                                                           | Yuewen Yu (China)                                      | |
| 2019 | Aachen | Mizora Ozaki (Japan)                                          | Riccardo Gagliardi (Italien)                                                           | Gi Ran Jung (Südkorea) Vincent Neeb (Deutschland)      | Publikumspreis: Mizora Ozaki (Japan) |
| 2018 | Aachen | Young Sun Park (Südkorea)                                     | Rokas Valuntonis (Litauen)                                                             | Mitra Kotte (Österreich)                               | Publikumspreis: Young Sun Park (Südkorea) |
| 2017 | Aachen | Almog Segal (Israel) Alexandra Shcherbakova (Russland)        | Vasyl Kotys (Ukraine)                                                                  | Clara Siegle (Deutschland)                             | Publikumspreis: Almog Segal (Israel) |
| 2016 | Aachen | Elizaveta Ivanova (Russland) Leonel Morales Herrero (Spanien) | Ayaka Shigeno (Japan)                                                                  | Peter Naryshkin (Ukraine)                              | |
| 2015 | Aachen | Natalia Sokolovskaya (Russland)                               | Konstantin Alexeev (Russland)                                                          | Marie Kiyone (Japan)                                   | Publikumspreis: Natalia Sokolovskaya (Russland) |
| 2014 | Aachen | Song Young-Kyung (Südkorea)                                   | Jeong Nayoung (Südkorea)                                                               | Mihyun Ahn (Südkorea) Anna Buchberger (Deutschland)    | Publikumspreis: Anna Buchberger (Deutschland) |
| 2013 | Aachen | – nicht vergeben –                                            | Kirill Korsunenko (Ukraine)                                                            | Sona Berseghian (Armenien) Olga Stezhko (Weißrussland) | Publikumspreis: Kirill Korsunenko (Ukraine) |
| 2012 | Aachen | Yedam Kim (Südkorea)                                          | Saskia Giordini (Italien)                                                              | Mao Ishida (Japan)                                     | Publikumspreis: Saskia Giordini (Italien) |
| 2011 | Aachen | Fabian Müller (Deutschland)                                   | Elmira Sayfullayeva (Weißrussland)                                                     | Xiang Huang (China)                                    | Publikumspreis: Elmira Sayfullayeva (Weißrussland) |
| 2010 | Aachen | Johannes Nies (Deutschland)                                   | Luisa Imorde (Deutschland)                                                             | Daniel Saroussi (Israel)                               | Publikumspreis: Daniel Saroussi (Israel) |
| 2009 | Aachen | Esther Park (USA)                                             | Claire Huangci (USA)                                                                   | Dasul Jung (Südkorea)                                  | |
| 2008 | Aachen | Jayson Gillham (Australien)                                   | Sae-Nal Kim (Südkorea)                                                                 | Ju Eun Lee (Südkorea) Jian Wang (China)                | |
| 2007 | Aachen | Jae-Kyung Yoo (Südkorea)                                      | Hye-Yeon Park (Südkorea) Yang Yang (Südkorea)                                          | Vasilios Rakitzis (Griechenland) Keina Sato (Japan)    | |
| 2006 | Vaals  | Benyamin Nuss (Deutschland)                                   | Artem Kanke (Ukraine)                                                                  | Sebastian Voltz (Deutschland)                          | |
| 2005 | Vaals  | Yumi Sato (Japan)                                             | Jia Wang (China)                                                                       | Asa Mori (Japan) Boris Radulovis (Serbien)             | |